# Schlacht um Nordburma und West-Yunnan 1943–1945
Japanische Eroberung 1941/42

Bilin – Sittang – Pegu (Taukkyan) – Rangun – Yunnan-Burma-Straße (u.a. Tachiao – Oktwin – Toungoo – Yenangyaung – Lashio I)
1942/43

Burma-Kampagne 1942–1943

Arakan I – The Hump – Chindits
1944

Schlacht um Nordburma und West-Yunnan 1943–1945

Burma-Kampagne 1944

Arakan II – Ha-gō – Lashio II – Sangshak – Myitkyina – U-gō (Imphal – Kohima – Tennisplatz) – Mogaung – Song shan/Huitong-Brücke – Dan-gō
1944/45

Burma-Kampagne 1944–1945

Bhamo – Arakan III (Kangaw und Höhe 170 – Ramree) – Meiktila/Mandalay – Pakokku – Lashio III – Tanlwe Chaung – Operation Dracula – Sittang
Die Schlacht um Nordburma und West-Yunnan zwischen 1943 und 1945 war Teil des Burmafeldzugs im Pazifikkrieg. Beteiligt waren neben den Streitkräften des Kaiserreichs Japan die Einheiten der Briten, Inder, US-Amerikaner, sowie deren alliierte chinesischen Armeen der Republik China.

## Vorgeschichte
Im ersten Jahr des Feldzugs hatte die Kaiserlich Japanische Armee mit Hilfe burmesischer Aufständischer britische und nationalchinesische Streitkräfte aus Burma vertrieben und besetzten den größten Teil des Landes. Lashio fiel am 29. April 1942 und vollendete die japanische Blockade Chinas durch die Schließung der Burmastraße.
Die Verladestationen der Burmastraße waren Kunming in der Provinz Yunnan in China und Lashio in Burma. Die Straße war gebaut worden um den Transport von Lieferungen nach China während des Zweiten Japanisch-Chinesischen Krieges, der seit 1937 tobte, zu ermöglichen.
Im Juli 1940 machte die britische Regierung unter intensivem diplomatischem Druck Japans ein dreimonatiges Zugeständnis, dass die Straße für Lieferungen nach China gesperrt würde. Nachdem die Japaner 1942 Burma überrannt hatten, waren die Alliierten gezwungen, Chiang Kai-shek und die chinesischen nationalistischen Streitkräfte aus der Luft zu versorgen (siehe The Hump).
Es wurden erhebliche militärische Anstrengungen unternommen, um die Burmastraße wieder zu öffnen. Bereits am 24. Januar 1942 hatte der Wirtschaftswissenschaftler Lauchlin Currie vom US-Außenministerium den Bau einer neuen Straße von Indien durch Nordburma vorgeschlagen, um eine Verbindung zur Burmastraße herzustellen.
Schon die alliierte Burma-Kampagne in den Jahren 1942 bis 1943 zielte darauf ab, die Öffnung der Burmastraße wieder zu erreichen, um den Nachschubweg weiter nutzen zu können. Dieses Unterfangen schlug jedoch fehl.
Reste des chinesischen Expeditionskorps zogen sich nach der Kampagne über den Salween in die chinesische Provinz Yunnan zurück. Schließlich wurden die verbliebenen chinesischen Streitkräfte, die nach Indien geflüchtet waren, als X-Force bezeichnet, während die in China als Y-Force bezeichnet wurden. Zum Glück waren die Japaner zu sehr damit beschäftigt, das riesige Land Burma zu befrieden, um eine der beiden Streitkräfte zu verfolgen, so dass die Chinesen ihre Truppen wieder aufbauen konnten. Die X-Force hatte direkten Zugang zu den britischen Nachschublinien und konnte sich so zu einer mächtigen Streitmacht von vier Divisionen aufbauen, die nach modernen Standards ausgerüstet waren. Die Y-Force hingegen hatte nur Zugang zu allem, was die US Air Force über den Himalaya einfliegen konnte. Mit der Hilfe von US-Beratern und einigen begrenzten Vorräten an modernen Waffen gelang es der Y-Force einige Verbesserungen in der Ausbildung, Führung und Kontrolle vorzunehmen, aber bei weitem nicht die Fortschritte, die in der X-Force erzielt wurden.
Von Mai bis in den November 1942 war es an den Fronten verhältnismäßig ruhig, da es Monsunzeit war. Die Japaner könnten den Fluss Chindwin bis nach Kalewa im Norden nutzen und die Briten könnten die Bahnverbindung bis nach Dimapur im Osten nutzen. Das Gebiet zwischen den beiden war jedoch im Wesentlichen unpassierbar, abgesehen von einer einzigen holprigen Straße zwischen Dimapur und Imphal.
Bis Dezember wurde klar, dass der Kriegsschauplatz China-Burma-Indien die niedrigste alliierte Priorität hatte. Es galt die Prämisse „Deutschland zuerst“. Des Weiteren wurde ein Hauptaugenmerk auf die Landung in Nordafrika und den Salomonen (siehe Schlacht um Guadalcanal) gelegt.
Generalissimus Chiang Kai-shek wollte unbedingt die Burmastraße wieder öffnen und startete im Oktober 1943 mit nationalchinesischen Truppen einen Angriff auf Nordburma. Dies entwickelte sich zur Schlacht von Nordburma und West-Yunnan.
Die Alliierten standen im Dezember 1943 an vier Stellen innerhalb des Burma-Gebiets in Kontakt mit den japanischen Einheiten. Das britische 15. Korps befand sich kurz hinter der Grenze zu Burma in Arakan, und das 4. Korps befand sich in Assam. Diese beiden Korps bildeten die 14. Armee unter Generalleutnant William Joseph Slim. In Nordburma gab es das Northern Combat Area Command unter Josef Stilwell, der die chinesische 22. und 38. Division kontrollierte, wobei die 30. Division in Reserve gehalten wurde. In der Gegend von Fort Hertz gab es eine kleine Garnison von Kachins unter britischen Offizieren, die am 1. Februar 1944 zu Stilwells NCAC versetzt wurden. Bei Hailakandi und Lalaghat in Indien bereitete Brigadier Orde Wingate seine Spezialeinheit der Chindits auf Langstreckenoperationen in Burma vor. Im Gegensatz zu den alliierten Streitkräften hatten die Japaner die 55. Division in Arakan und vier Divisionen der 15. Armee in Assam und Nordburma, womit ihnen insgesamt 135.000 Soldaten zur Verfügung standen. Verstärkung traf Ende 1943 ein, und bis März 1944 würden die Japaner in Burma acht Divisionen und eine unabhängige Brigade haben.

## Schlachten

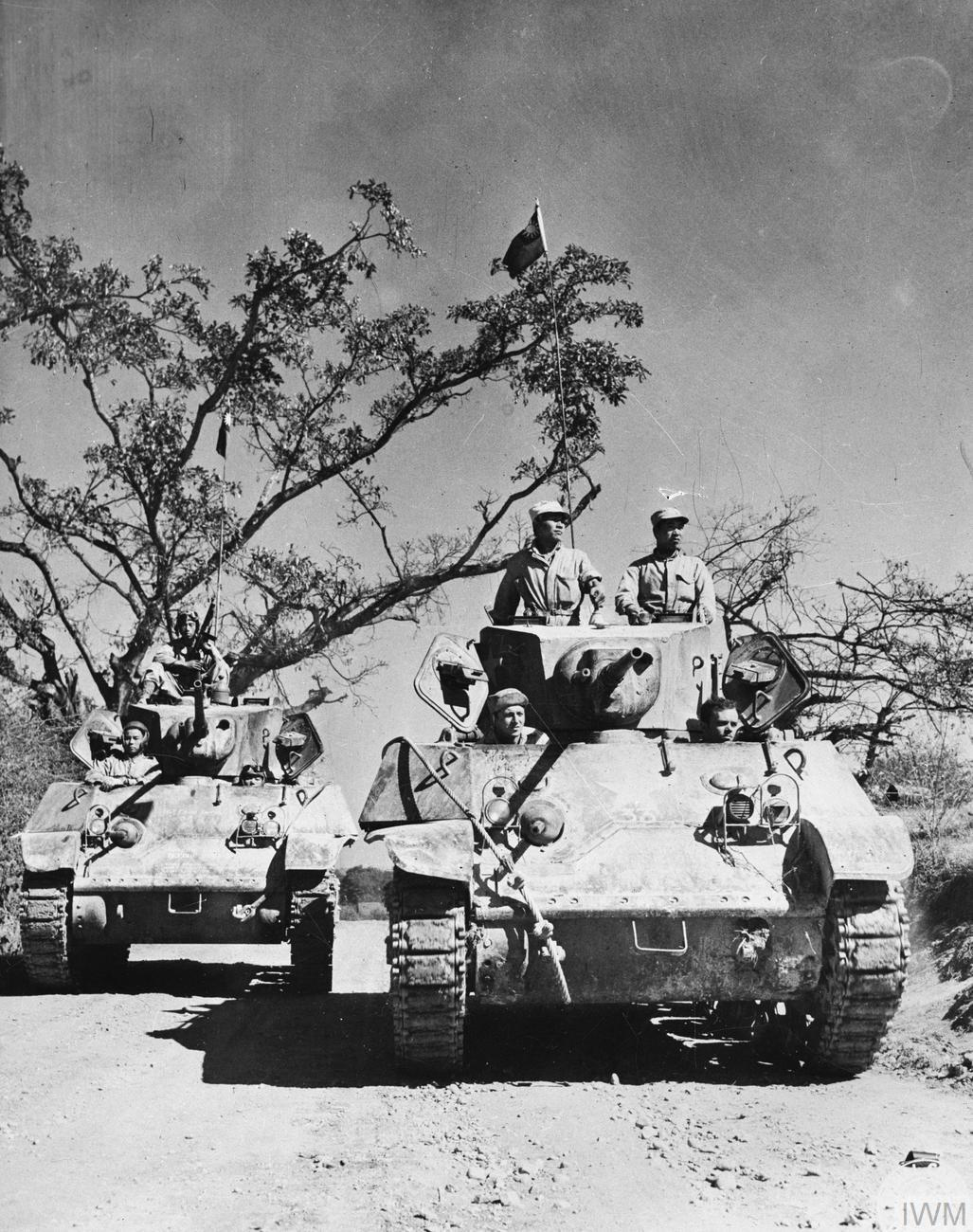
Truppen der NRA in Stuart-Panzern

| Datum                   | Schlacht                 | Ort       |
| ----------------------- | ------------------------ | --------- |
| Oktober – Dezember 1943 | Schlacht von Yupeng      | Yupeng    |
| Januar 1944             | Schlacht von Lashio      | Lashio    |
| Februar – 5. März 1944  | Schlacht von Maingkwan   | Maingkwan |
| 3. März 1944            | Schlacht von Walawbum    | Walawbum  |
| April – August 1944     | Belagerung von Myitkyina | Myitkyina |
| 4. – 27. Juni 1944      | Schlacht von Mogaung     | Mogaung   |
| März 1945               | Schlacht von Lashio      | Lashio    |
| März 1945               | Schlacht von Hsipaw      | Hsipaw    |

| Datum                         | Schlacht                                  | Ort       |
| ----------------------------- | ----------------------------------------- | --------- |
| 4. Juni – 7. September 1944   | Schlacht am Berg Song(Schlacht von Ramou) | Baoshan   |
| 27. Juni – 13. September 1944 | Schlacht von Tengchong                    | Tengchong |
| Juni – November 1944          | Schlacht von Longling                     | Longling  |
| Dezember 1944 – Januar 1945   | Schlacht von Mong-yu                      | Mong-yu   |

### X-Force
Um die Kontrolle über die Burmastraße zurückzugewinnen, starteten die sechs Divisionen der chinesischen Expeditionsstreitkräfte in Indien (X-Force) und die britischen und indischen Streitkräfte im Oktober 1943 gemeinsam einen Gegenangriff gegen die japanische Armee in Nordburma und erzielten erste gute Ergebnisse.
Das Ziel war die Rückeroberung der Stadt Myitkyina. Die Stadt war aus zweierlei Gründen sehr wichtig.
1. Mit dem Flugplatz in alliierter Hand wäre es möglich, dass Transportflugzeuge, die über The Hump fliegen, eine sicherere, südlichere Route zwischen Indien und China nehmen könnten.
2. Wenn Nordburma von den Japanern befreit wäre, wäre es möglich eine Straße zwischen Ledo in Indien und Lashio in China zu bauen und damit die Burmastraße für Lieferungen nach China wieder zu öffnen.

Von Assam aus operierten für diese Offensive drei von Amerikanern ausgebildete chinesische Divisionen unter dem Oberkommando von Josef Stilwell. Die Offensive wurde jedoch von einer kleinen amerikanischen Streitmacht angeführt, den Merrill’s Marauders (GALAHAD-Force), die nach dem Vorbild der Chindits gestaltet war. Die Chindits selbst wurden in Zentralburma eingesetzt (Operation Thursday), um die Nachschublinien der verteidigenden japanischen 18. und 56. Division zu unterbrechen.
Am 14. Oktober 1943 durchbrach die neue 38. Division unter dem Kommando von General Sun Li-jen den ersten Teil der 18. Division der japanischen Armee, eroberte Xinpingyang und marschierte in Nordburma ein.
Start der eigentlichen Offensive war im Januar 1944, als Stilwell mit seinen Divisionen über den Pangsau-Pass in das unwirtliche Hukawng-Tal vorrückte. Der Vormarsch wurde von der 38. Division angeführt. Am Vorabend des Neujahrstages 1944 nahm die 38. Division erfolgreich Yupong Ga ein und später trafen Verstärkungen ein. Obwohl die Chinesen schnell von einem japanischen Regiment umzingelt wurden, gelang ihnen der Ausbruch. Nach schweren Kämpfen, bei denen sie den Japanern heftige Verluste zufügten, zwangen sie diese zum Rückzug. Da die chinesischen Einheiten zunächst aber nicht weiter vorrückten, verpflichtete Stilwell die Merrill’s Marauders, die die japanische 18. Division bis zum 5. März 1944 aus dem Hukawng-Tal vertrieben.
Im Februar 1944 besetzte die 38. Division Taipha Ga, während die 22. Division auch Taro eroberte und die beiden chinesischen Divisionen einen gemeinsamen Angriff gegen Maingkwan starteten. Der Sieg bei Walawbum (Waruban) am 9. März beendete endgültig die Kampagne im Hukawng-Tal.
Die japanische Armee zog sich daraufhin zum Jeb Mountain Pass zurück. Nach einem 14-tägigem Kampf gelang es den alliierten Einheiten den Pass einzunehmen und die Japaner zogen sich in das Menggong-Tal zurück. Die Alliierten zogen weiter in Richtung Myitkyina; Die neu organisierte 38. Division zog in Richtung Gaoli.
Ende Mai 1944 überquerten die chinesischen Divisionen den Namkawng. Damit hatten die Japaner nicht gerechnet und so gelang es den Chinesen einen Großteil der japanischen Vorräte zu erobern. Die folgende Schlacht am Berg Song hatte katastrophalen Folgen für die japanischen Streitkräfte. Am 16. Juni fiel Kamaing und am 25. desselben Monats auch Mogaung.

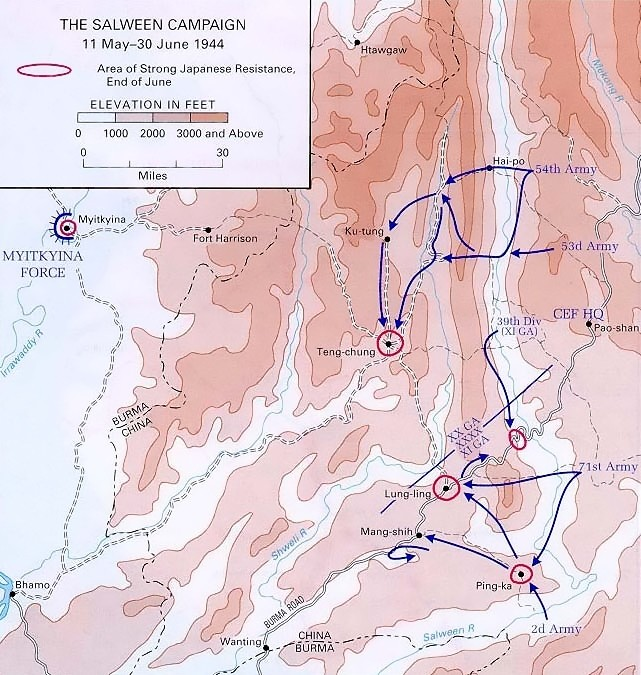
Die Kämpfe am Salween (Saluen)

### Y-Force
Die in Yunnan stationierte Chinesische Expeditionsarmee unter dem Oberbefehl von General Wei Lihuang überquerte in der Nacht vom 11. auf den 12. Mai den Fluss Salween. Sie sollte ein wichtiges Gebiet nördlich und südlich der Burmastraße sichern und dazu die japanischen Einheiten einkesseln. Ihr Vormarsch wurde allerdings durch unerwartet starken japanischen Widerstand gestoppt. Belagerungsoperationen gegen mehrere japanische Stützpunkte erwiesen sich schließlich als erfolgreich, jedoch um den Preis, das Tempo des Vormarsches stark zu verlangsamen. Der japanische Widerstand im Norden bei Tengchong erwies sich als besonders hartnäckig. Im Süden erreichte die 11. Armeegruppe Anfang Juni die Außenbezirke von Longling an der Burmastraße, bevor sie am 16. Juni von einem japanischen Gegenangriff zurückgedrängt wurde.
Der Rückzug der Chinesen fiel mit einer großen japanischen Offensive in Süd- und Zentralchina zusammen. Da Japan befürchtete, dass die 14. US-Luftwaffe sich auf B-29-Operationen gegen die japanischen Heimatinseln vorbereitete, befahl das Hauptquartier in Tokio die Ichi-gō-Offensive. Damit versuchten die Japaner alliierte Flugplätze in Ostchina zu erobern und eine Überland-Versorgungsroute zu eröffnen, die sich von Pusan in Korea, nach Saigon in Französisch-Indochina, erstreckte. Hauptziele waren die Sicherung der gesamten Nord-Süd-Eisenbahnstrecke Peking-Huangshi sowie der Bahnstrecke Wuchang-Liuzhou in Zentralchina. Um die benötigte Streitkraft bereitzustellen, verlegten die Japaner Einheiten der Kwantung-Armee und die Garnisonsarmee Mongolei im Süden, die ihre Streitkräfte in China auf 820.000 Mann erhöhte. Fünfzehn Divisionen würden an der Operation Ichi-gō teilnehmen.
Nach Überwerfungen mit Generalissimo Chiang Kai-shek übernahm General Albert Wedemeyer am 31. Oktober das Kommando von General Stillwell. Ende 1944 standen Wedemeyer und Chiang immer noch der stetig vorrückenden japanischen Armee im Südosten Chinas gegenüber. Wedemeyer reagierte auf die anhaltenden japanischen Erfolge mit einem Operationsplan zum Schutz der Hauptstadt der Provinz Yunnan, Kunming, gegen eine weitere feindliche Offensive. Der Plan mit dem Decknamen Operation Alpha zielte darauf ab, chinesische Einheiten im Südosten Chinas mit zwei Divisionen aus Burma und der 53. Armee, einem Teil der Y-Force, zu verstärken.

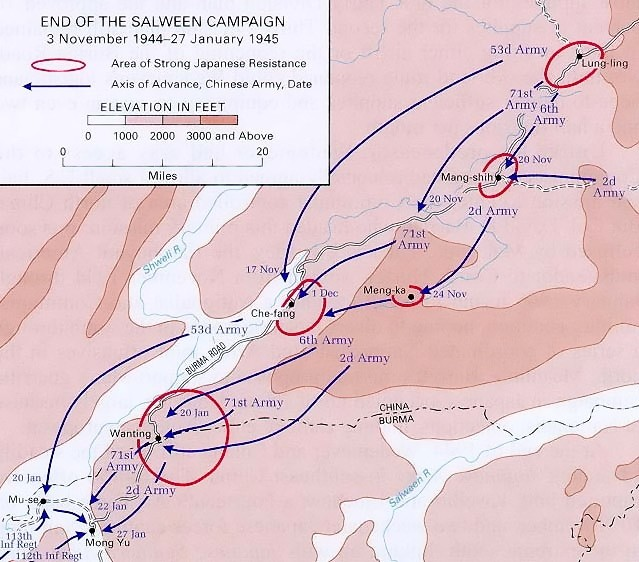
Das Ende der Kämpfe am Salween

Südlich der chinesischen Grenze hatte währenddessen die Kampagne zur Wiedereröffnung der Burmastraße mit Einheiten der Y-Force wieder Fahrt aufgenommen. Nachdem die 11. Armeegruppe von General Wei Lihuang Tengchong im August durch Belagerung eingenommen hatte, griff sie Longling am 29. Oktober an und eroberte die Stadt am 3. November. Gegen die starke Nachhutaktion der japanischen 56. Division konnten die erschöpften chinesischen Einheiten nur langsam vorrücken und eroberten schließlich am 1. Dezember Che-fang. Nach einer weiteren langwierigen Schlacht eroberten Weis Truppen am 20. Januar Wanting an der Grenze zu Burma und konnten am 27. Januar eine Verbindung mit alliierten Truppen aus Burma aufnehmen. Schließlich wurde die japanische Blockade Chinas gebrochen. Ein Überland-Motorkonvoi verließ Ledo in Burma am 12. Januar 1945 und erreichte Kunming am 4. Februar. Dies war die erste von vielen Fahrten, die dringend benötigte Vorräte und Ausrüstung zur chinesischen Armee brachten.

## Britische Täuschungsoperationen
In den Jahren 1943 und 1944 wurden von den Briten einige fingierte Funksprüche unverschlüsselt gesendet, mit dem Ziel die japanischen Streitkräfte zu täuschen. Eines der angestrebten Ziele war auch eine möglichst geringere Truppenkonzentration im Norden Burmas an der Grenze zu Yunnan zu erreichen.

### Operation Blandings
Die Operation Blandings war ein Täuschungsunternehmen der Briten auf taktischer und operativer Ebene, das die Japaner daran hindern sollte, jene Teile von Burma mit Truppennachschub zu versorgen, an denen Generalleutnant Sir William Slims britische 14. Armee ein Interesse hatte. Dies geschah durch die Androhung kombinierter Operationen im Jahr 1944 gegen andere Gebiete in Burma. Die entsprechenden unverschlüsselten Funkmeldungen wurden am 30. November 1943 durchgegeben.

#### Suboperation Malice
Malice war eine britische Täuschungsaktion innerhalb der Operation Blandings. Hierbei wurden fingierte Luft- und Seeoperation gemeldet, die angeblich in den April 1944 verschoben wurden.

### Operation Ukridge
Ebenso wie Malinger war die Operation Ukridge eine britische Täuschungsmission, die von Colonel David Inderwick Strangeways geplant wurde, um die Japaner davon zu überzeugen, ihre Streitkräfte in Burma nicht zu verstärken.
Ukridge basierte dabei anfänglich auf der Schaffung glaubwürdiger Androhungen britischer Amphibienangriffe auf Ramree in der westlichen Küstenregion von Burma, der Inselgruppe der Andamanen im Golf von Bengalen und auf den nördlichen Teil von Sumatra in Niederländisch-Ostindien und etwas später auf einer glaubwürdigen Drohung eines britischen Luftangriffs auf das Gebiet um Mandalay in Zentralburma (Suboperation Malinger). Die entsprechenden Funksprüche wurden zwischen dem 31. Dezember 1943 und dem 29. Februar 1944 durchgegeben.

## Japanische Streitkräfte
| Regionalarmee         | Armee                             | Division     | Befehlshaber      | Bereich      |
| --------------------- | --------------------------------- | ------------ | ----------------- | ------------ |
| Regionalarmee Burma   |                                   |              | Kawabe Masakazu   |              |
| Regionalarmee Burma   | 28. Armee                         |              | Shōzō Sakurai     | Südwestburma |
| Regionalarmee Burma   | 28. Armee                         | 2. Division  | Okazaki Seisaburo | Südwestburma |
| Regionalarmee Burma   | 28. Armee                         | 54. Division |                   | Südwestburma |
| Regionalarmee Burma   | 28. Armee                         | 55. Division |                   | Südwestburma |
| Regionalarmee Burma   | 15. Armee                         |              | Renya Mutaguchi   |              |
| Regionalarmee Burma   | 15. Armee                         | 18. Division | Tanaka Shin’ichi  | Nordburma    |
| Regionalarmee Burma   | 15. Armee                         | 15. Division | Masafumi Yamauchi | Zentralburma |
| Regionalarmee Burma   | 15. Armee                         | 31. Division | Satō Kōtoku       | Zentralburma |
| Regionalarmee Burma   | 15. Armee                         | 33. Division | Motoso Yanagida   | Zentralburma |
| Unabhängige Einheiten |                                   | 56. Division | Matsuyama Yūzō    | Westburma    |
| Unabhängige Einheiten | 24. Unabhängige Gemischte Brigade |              |                   | Westburma    |

## Chinesische Streitkräfte

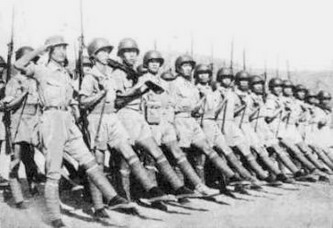
Die Chinesische Armee in Indien, ausgerüstet mit Nachschubgütern aus den USA

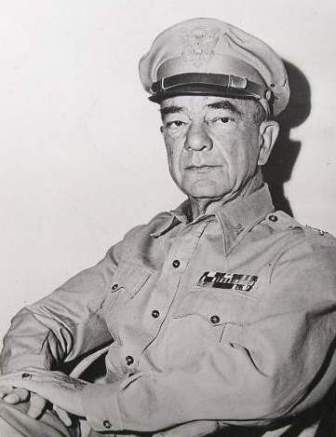
Generalleutnant Daniel Isom Sultan wurde nach der Abberufung Stilwells am 24. Oktober zum Kommandeur des CBI ernannt.

| Hauptarmee                           | Armee         | Division     | Rang            | Befehlshaber    |
| ------------------------------------ | ------------- | ------------ | --------------- | --------------- |
| Chinesische Armee (Indien – Ramgarh) |               |              | General         | Joseph Stilwell |
| Chinesische Armee (Indien – Ramgarh) | Neue 1. Armee |              | Generalleutnant | Zheng Dongguo   |
| Chinesische Armee (Indien – Ramgarh) | Neue 1. Armee | 38. Division | Generalleutnant | Sun Li-jen      |
| Chinesische Armee (Indien – Ramgarh) | Neue 1. Armee | 22. Division | Generalmajor    | Liao Yaoxiang   |
| Chinesische Armee (Indien – Ramgarh) | Neue 1. Armee | 30. Division | Generalmajor    | Hu Shu          |

| Hauptarmee                           | Hauptarmee        | Armee         | Division      | Rang            | Befehlshaber                               |
| ------------------------------------ | ----------------- | ------------- | ------------- | --------------- | ------------------------------------------ |
| Chinesische Armee                    | Chinesische Armee |               |               | Generalleutnant | Daniel Sultan                              |
| Chinesische Armee                    | Chinesische Armee | Neue 1. Armee |               | Generalleutnant | Sun Li-jen                                 |
| Chinesische Armee                    | Chinesische Armee | Neue 1. Armee | 38. Division  | Generalleutnant |                                            |
| Chinesische Armee                    | Chinesische Armee | Neue 1. Armee | 30. Division  | Generalmajor    | Hu Shu                                     |
| Chinesische Armee                    | Chinesische Armee | Neue 6. Armee |               | Generalmajor    | Liao Yaoxiang                              |
| Chinesische Armee                    | Chinesische Armee | Neue 6. Armee | 14. Division  |                 | Long Tianwu                                |
| Chinesische Armee                    | Chinesische Armee | Neue 6. Armee | 22. Division  |                 | Li Tao                                     |
| Chinesische Armee                    | Chinesische Armee | Neue 6. Armee | 50. Division  |                 | Pan Yukun                                  |
| Chinesische Expeditionsarmee Y-Force |                   |               | 16 Divisionen | General         | Wei Lihuangab 23. November 1943 Chen Cheng |
| Chinesische Expeditionsarmee Y-Force | 11. Armeegruppe   |               |               | Generalleutnant | Song Xilian                                |
| Chinesische Expeditionsarmee Y-Force | 11. Armeegruppe   | 2. Armee      |               |                 | Wang Lingyun                               |
| Chinesische Expeditionsarmee Y-Force | 11. Armeegruppe   | 6. Armee      |               | Generalleutnant | Huang Jie                                  |
| Chinesische Expeditionsarmee Y-Force | 11. Armeegruppe   | 71. Armee     |               |                 | Zhong Bin                                  |
| Chinesische Expeditionsarmee Y-Force | 11. Armeegruppe   | 5. Armee      |               | Generalleutnant | Qiu Qingquan                               |
| Chinesische Expeditionsarmee Y-Force | 20. Armeegruppe   |               |               | Generalleutnant | Huo Kuizhang                               |
| Chinesische Expeditionsarmee Y-Force | 20. Armeegruppe   | 53. Armee     |               | Generalleutnant | Zhou Fucheng                               |
| Chinesische Expeditionsarmee Y-Force | 20. Armeegruppe   | 54. Armee     |               | Generalleutnant | Fang Tian                                  |
| Chinesische Expeditionsarmee Y-Force |                   | 8. Armee      |               | Generalleutnant | Li Mi                                      |

## Gedenkstätte

### Dianmian Anti-Japan-Kriegsmuseum und Chinesischer Soldatenfriedhof Tenchong
Das Dianmian Anti-Japan-Kriegsmuseum in Tenchong steht auf dem Gelände des ehemaligen Hauptquartiers der chinesischen 20. Armee. Die Schwerpunkte des Museums liegen auf dem Widerstand gegen die japanische Besatzungsmacht, der chinesisch-amerikanischen Freundschaft und den japanischen Gräueltaten während des Krieges.
Der Friedhof, ebenfalls in Tenchong, wurde 1945 angelegt. Er enthält 3346 chinesische und 4 japanische Kriegsgräber. Die Gedenkhalle und andere Kriegsdenkmäler auf dem Gelände sind den chinesischen Verlusten gewidmet. Es ist der älteste Kriegsfriedhof aus der Zeit des Zweiten Weltkriegs in China.